# Томаш Жонса
Томаш Марюш Жонса (пол. Tomasz Mariusz Rząsa, нар. 11 березня 1973, Краків) — польський футболіст, що грав на позиції півзахисника.
Виступав, зокрема, за клуб «Феєнорд», з яким став володарем Кубка УЄФА та Суперкубка Нідерландів, а також національну збірну Польщі, у складі якої був учасником чемпіонату світу 2002 року.

## Клубна кар'єра
Народився 11 березня 1973 року в місті Краків. Вихованець футбольної школи клубу «Краковія».
У дорослому футболі дебютував 1992 року виступами за команду клубу «Сокул» (Пневи), в якій провів два з половиною сезони, взявши участь у 66 матчах чемпіонату.
На початку 1995 року відправився до Швейцарії, де грав за «Грассгоппер», «Лугано», знову «Грассгоппер» та «Янг Бойз». Протягом цих років двічі виборов титул чемпіона Швейцарії у складі цюрихського клубу в 1994/95 та 1995/96 роках.
Влітку 1997 року Жонса став гравцем нідерландського клубу «Де Графсхап». Після двох сезонів його купив гранд місцевого футболу «Феєнорд». У першому сезоні команда Томаша виграла Суперкубок Нідерландів. Проте під час періоду, коли Жонса був з клубом, у період з 1999 по 2003 рік «Феєнорд» не зміг виграти жодного національного титулу, але 2002 рік став видатним роком для команди, коли вони виграли Кубок УЄФА, перемігши у фіналі «Боруссію» (Дортмунд) (3:2). Це дозволило команді зіграти у Суперкубку УЄФА 2002 року, але вони програли «Реалу» (1:3). Жонса зіграв обидва фінали. Всього польський легіонер відіграв за команду з Роттердама чотири сезони своєї ігрової кар'єри, взявши участь у 90 матчах чемпіонату.
У сезоні 2003/04 Жонса грав за белградський «Партизан», після чого повернувся до Нідерландів і ще три роки грав у місцевому чемпіонаті за «Геренвен» та «АДО Ден Гаг».
Завершив професійну ігрову кар'єру в австрійському клубі «Рід», за команду якого виступав протягом 2006—2008 років. У сезоні 2006/07 допоміг клубу зайняти найвище в історії місце в Австрійській Бундеслізі — друге. Всього за «Рід» Жонса провів 58 матчів за два сезони.

## Виступи за збірну
1994 року дебютував в офіційних матчах у складі національної збірної Польщі, коли головним тренером став Генрик Апостел. Він зіграв половину матчу проти Саудівської Аравії і забив свій перший та єдиний гол. Після цього наступного виклику Жонса чекав 6 років.
У 2000 році він знову вийшов на заміну в програному матчі Польщі під керівництвом Єжи Енгеля проти Франції. З першої хвилини він вийшов тільки у своїй четвертій грі проти Нідерландів, а повний матч провів лише у 2004 році проти Угорщини.
У складі збірної був учасником чемпіонату світу 2002 року в Японії і Південній Кореї, де зіграв лише 20 хвилин з Португалією. Натомість він був головним гравцем польської збірної, яка здобула путівку до чемпіонату світу з футболу 2006 року в Німеччині, але не був включений у фінальну заявку на той турнір чемпіонату.
Всього протягом кар'єри у національній команді, яка тривала 13 років, провів у формі головної команди країни 36 матчів, забивши 1 гол.

## Функціонерська кар'єра
З 2009 року був спортивним директором «Краковії».
З 1 серпня 2011 року по жовтень 2013 року він також був менеджером збірної Польщі. Він повинен був піклуватися про імідж «кадри» в засобах масової інформації та спостерігати за польськими представниками.
З вересня 2014 року по 12 жовтня 2015 року, він служив помічником тренера Мацея Скоржи в «Леху».

## Статистика

### Клубна
| Сезон   | Клуб            | Країна               | Матчі | Голи |
| ------- | --------------- | -------------------- | ----- | ---- |
| 1992/93 | «Сокул» (Пневи) | Польща               | 22    | 11   |
| 1993/94 | «Сокул» (Пневи) | Польща               | 27    | 6    |
| 1994/95 | «Сокул» (Пневи) | Польща               | 17    | 8    |
| 1994/95 | «Грассгоппер»   | Швейцарія            | 14    | 5    |
| 1995/96 | «Лугано»        | Швейцарія            | 9     | 2    |
| 1995/96 | «Грассгоппер»   | Швейцарія            | 7     | 0    |
| 1996/97 | «Грассгоппер»   | Швейцарія            | 9     | 1    |
| 1996/97 | «Янг Бойз»      | Швейцарія            | 12    | 6    |
| 1997/98 | «Де Графсхап»   | Нідерланди           | 22    | 2    |
| 1998/99 | «Де Графсхап»   | Нідерланди           | 28    | 2    |
| 1999/00 | «Феєнорд»       | Нідерланди           | 31    | 1    |
| 2000/01 | «Феєнорд»       | Нідерланди           | 19    | 0    |
| 2001/02 | «Феєнорд»       | Нідерланди           | 27    | 0    |
| 2002/03 | «Феєнорд»       | Нідерланди           | 13    | 0    |
| 2003/04 | «Партизан»      | Сербія та Чорногорія | 18    | 0    |
| 2004/05 | «Геренвен»      | Нідерланди           | 23    | 0    |
| 2005/06 | «АДО Ден Гаг»   | Нідерланди           | 12    | 0    |
| 2006/07 | «Рід»           | Австрія              | 30    | 0    |
| 2007/08 | «Рід»           | Австрія              | 28    | 0    |

### Голи за збірну
| #  | Дата           | Стадіон                                                            | Суперник          | Рахунок | Результат | Турнір           |
| -- | -------------- | ------------------------------------------------------------------ | ----------------- | ------- | --------- | ---------------- |
| 1. | 10 грудня 1994 | Міжнародний стадіон імені Короля Фахда, Ер-Ріяд, Саудівська Аравія | Саудівська Аравія | 1-2     | 1-2       | Товариський матч |

## Титули і досягнення
- Чемпіон Швейцарії (1):

«Грассгоппер»: 1995/96
- Володар Суперкубка Нідерландів (1):

«Феєнорд»: 1999
- Володар Кубка УЄФА (1):

«Феєнорд»: 2001/02